# 발도파

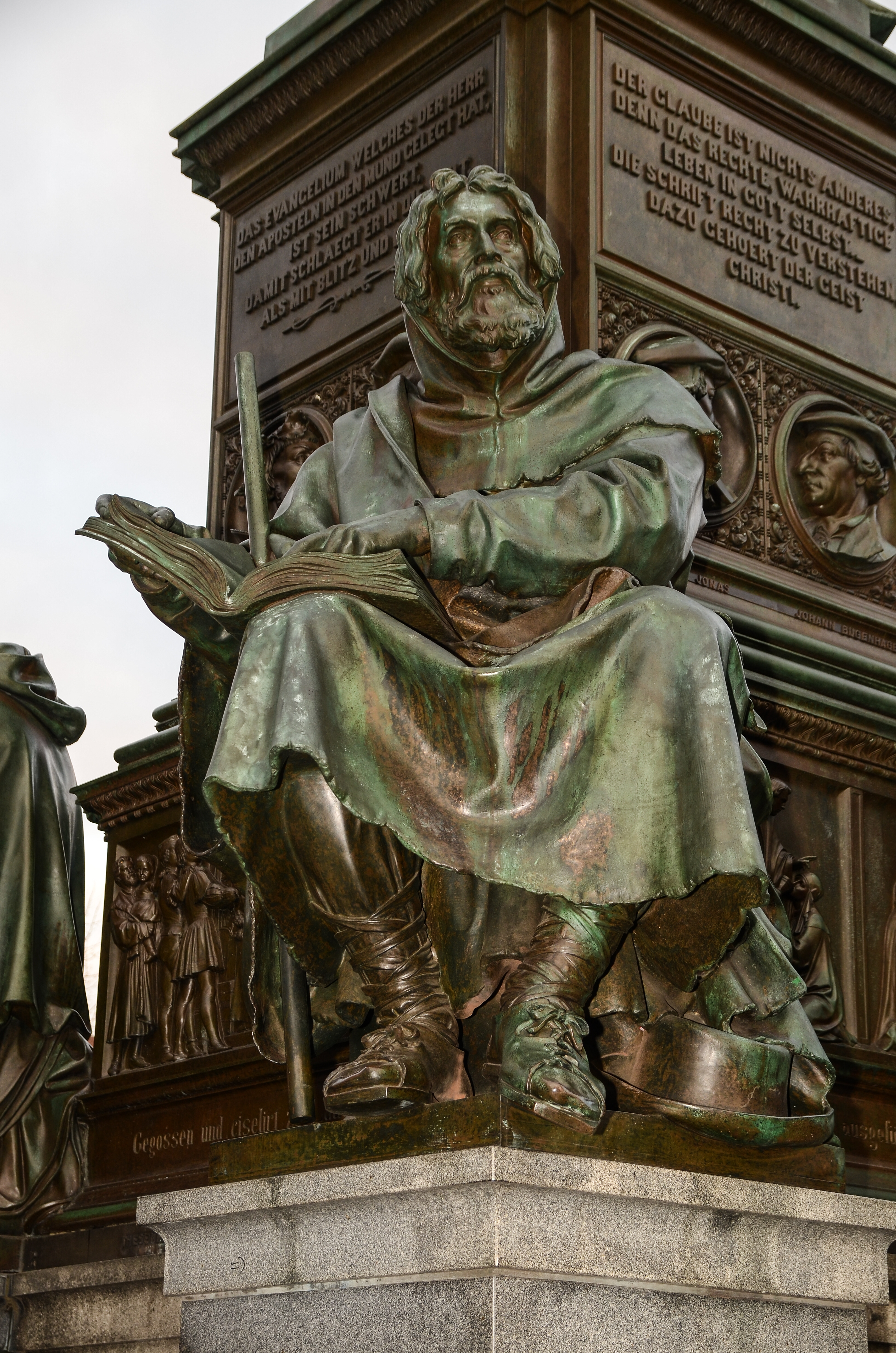
독일 보름스의 루터 기념관 앞에 있는 페트루스 발데즈의 동상

발도파(독일어: Waldenser)는 12세기 말 리용의 종교개혁가 페트루스 발데즈를 통해 프랑스 남부에 세워진 기독교계 신앙공동체로, 이탈리아와 남아메리카 등지에까지 이르는 개신교 교파이다. 발도파는 서방교회의 교황으로부터 이단으로 지정받았다. 발도파에 속한 이들은 베스트팔렌, 사부아와 피에몬테의 경계에서 소수이지만 주요 공동체를 이루었다. 또한 17세기 말 같은 곳에서 수천명의 발도파들이 남서독일과 헤센으로 새로운 거주지를 찾아 여러번에 걸쳐서 이주(망명)하였다. 이와 연관하여 발도파들은 피에몬테, 사보이, 프랑스, 스위스 그리고 네덜란드 등지에서 이단으로 지정되어 박해받았다. 이들은 서방교회가 타락되었다고 주장하며, 자신들의 별도의 가르침을 통해 성경대로 살아가려 하였고, 이에 따라 이들을 종교 개혁의 선구자들로 보는 시각이 있다. 오늘날 세계적으로 발도파교회는 98,000 성도로 추산되며, 그 중에 47,500명이 이탈리아에서 그곳의 감리교회와 함께 하나의 교회공동체, Chiesa Evangelica Valdese(영국감리교와 발도파교회)를 이루었다.

## 역사
발도파의 뿌리는 당시 사회적 현상의 맥락에 있다. 교회대분열 이후 12세기가 끝나면서 유럽에서는 왕국제도 형식의 서방교회를 구축하며 심각한 정치적 개입 문제와 창부정치 등 심각한 문제가 발생하였다. 많은 기독교 평신도들이 성직자의 비리와, 세속화, 신앙생활의 침체에 대한 책임 등의 다양한 이유들 때문에 능동적인 신앙생활을 추구하게 되었다. 또한 사도들이 근검절약을 통해 보였던 복음을 스스로 선포하게 되었다. 이러한 평신도들의 움직임은 성직자들로부터 낙인찍히게 된 발도파, 카타르파(Katharer) 그리고 후밀리안(Humiliaten)들을 성직자들과 프란치스카회 같은 교회의 규정들로부터 낙인찍히는 결과를 초래했다.
종교개혁으로 향하는 신학적 유사성들로 인해 발도파는 "전종교개혁"으로 이해된다. 그래서 16세기경에 활동한 이스트리아 출신의 루터교 신학자 Matthias Flacius Illyricus는 자신의 "Catalogus testium veritatis"에서 발도파를 „Protestanten vor der Reformation(종교개혁 이전의 개신교도들)“이라고 소개한다.

### 페트루스 발데즈(Petrus Valdes)
프랑스 리용 출신의 부유한 상인, 회심 이후 그의 재산을 포기했다. 1176/77년에 빈민을 위한 무료급식회를 조직하였고 그의 동료 순회설교자들과 함께 복음번역(역자 주: 성경번역) 표준의 기반을 다졌다.
그것은 왕국체제의 서방교회와 갈등을 초래했다. 이것이 서방교회 성직자만 지녔던 설교 권리를 침해했고, 설교권의 해방이 성도들에게 교회의 존재기반에 대한 의문으로 주어질 수 있었기 때문이었다. 발데즈는 1182/83년에 그는 리용의 대주교로부터 파문(출교)당함으로 함부로 설교를 행할 수 없도록 금지당하게 되고, 그의 추종자들과 함께 도시(리용)에서 내쫓기게 되었다. 그는 이미 종교개혁가와 같은 사역을 하였다.
그 후로 발도파는 프랑스 남부로 퍼져 나갔고, 나아가 유럽 전역으로 확산되었다.

### 초기 발도파의 특징
초기 발데즈의 추종자들은 예수 그리스도를 따르는 삶을 살기로 작정하고 아내와 딸에게 필요한 것만 남기고는 모든 재물을 팔아 가난한 자들을 구제했다.
그 후 발도파는 간소한 복장으로 순회하며 복음을 전했다. 그래서 프랑스 남부지역에서는 "리용의 빈민들(거지들, 리용사람들이라고도 불렸다)"이라고 불렸다.
그들은 성경적인 그리스도의 가르침인 모든 사람들에게 복음을 선포(막16:15)하는 것과 순회설교자들이 그때까지 이뤄졌던 라틴어를 모국어로 고쳐서 설교하는 것을 자신들의 자녀들에게 가르쳤다.
또한 교황 제도의 서방교회의 폐해(발도파의 주장)는 "리용의 빈민"들에 의해 비판되었고, 그것들은 이들이 서방교회에 들어오게 되자 곧장 스스로 드러났다.
설교금지에도 불구하고 "리용의 빈민"들은 공개적인 복음의 선포를 포기할 수 없었으며, 그 때문에 서방교회쪽에서는 성직자들이 그 성장을 눈여겨보게 되었다.
결국 1184년 교황 루치오 3세는 베로나 공의회에서 이들을 이단으로 규정하며, 이들을 근절하고 그외 모든 이단들의 폐지를 위한 정책을 허가한 교령 "Bulle Ad Abolendam"를 선포했다.
"리용의 빈민"들은 성경을 믿었고, 당시 서빙교회가 반대했던 복음의 성경적 해석에 근거한 자신들의 입장을 고수했다.
헌금이 아닌, 공동체 생활(노동 공동체)을 통한 협동노동을 하던 자립형 (후밀리아와 비숫한)롬바르디아 빈민공동체와 함께 발도파는 북부 이탈리아에서 성장해 나갔다.
초기 발도파들은 신앙적인 이해와 삶의 방식에 따라 종합하여 다음과 같이 나타낼 수 있다.
1. 개인적 성경연구의 이해를 높임
2. 회개의 의미를 높임
3. 평신도설교자(설교)들을 통한 복음의 확산
4. 자발적 빈곤과 같은 개인적 무소유의 삶
5. 성인 공경의 거절
6. 연옥의 거절
7. 대사의 거절
8. 맹세의 거절
9. 모든 교회규정의 거절
10. 세속적 재판권(특별히 사형제도에 관한)의 거절
11. 카타리파의 이원론적 가르침을 거절

이와는 대조적으로 "리용의 빈민"들을 동의한 롬바르디안 빈민공동체는 7성사의 의미를 거부하였다. 그리고 만일에 죄지은 자가 스스로 죄를 고할 때에 죄사함과 흠없는 삶의 영유로의 기능과 효력이 얻어질 수 있다는 도나투스주의적인 주장을 지지했다.
여전히 중세인들의 삶에서의 이런 발도파 내부적인 견해차이는 롬바르디아 빈민 공동체의 지나친 입장을 희석시켰다.

### 확산
1182/83년에 있던 리용으로부터의 이주 이후, 1184년에 가장 먼저 발도파들은 남부프랑스 랑크도크에서, 이탈리아 산간지역에서 활동했던 새로운 신앙의 형제들을 기대할 수 있었다. 1190년대에 발도파들이 스페인과 프랑스 북동부에서 갑자기 나타났다. 1200년에 이르러서는 남부독일 언어권에 이르렀고 1250년까지 이곳에서 넓은 지역에 걸쳐, 특히 오스트리아의 도나우강 주변과 바이에른(Bayern), 슈바벤(Schwaben)과 오버라인란트(oberen Rheinland, 라인강변의 고지대)에 힘있는 발도파 공동체들이 생겨났다.
발도파가 중부와 북부독일로 뻗어나간 것은 대략 14세기에 들어서면서 부터였다. 또한 그 후로 그들은 폴란드, 보헤미아, 슬로바키아 그리고 헝가리에도 있었다.
대략 15세기 동안 발도파들은 독일어권에서부터 급격하게 사라져갔다. 그렇게 된 가능한 이유로 후스파로 전향하였거나, 종교재판의 등장으로 인한 결과로 보여진다.
오늘날의 독일 발도파 신앙공동체는 17세기 후반부에 다시 돌아온 재정착민들이다. 그 예가 헤센(Hessen)의 토마스 고티에가 세운 신앙공동체이다.
또한 프로방스(Provence)에도 발도파가 거주했다. 그들은 중세말 봉건영주들에 의해 그곳에서 살기위해 새로이 옮겨졌다. Mérindol en Luberon에서 더욱 많은 발도파 교회회의가 열렸다.

### 모임, 조직 그리고 명칭
13세기가 시작되면서 두개의 거대한 발도파모임이 생겨났다. 그들은 남부프랑스의 "리용의 빈민들"과 이탈리아 고지대의 Giovanni de Ronco가 이끄는 "롬바르디안 빈민공동체"였다.
독일의 언어권은 두 모임으로부터의 선교지였다. 1218년 베르가모에서 소집된 "리용의 빈민들"과 "롬바르디안 빈민공동체" 사이의 통합을 위한 모임이 좌초되었음에도 불구하고, 이 문제를 위한 대책들이 13세기 동안 계속적으로 강구되었지만, 더 이상의 의미를 잃어버리게 되었다.
발도파 학자 Durandus von Osca(독일어권에서:Durandus von Huesca)는 1207년에 있었던 많은 수의 신자들이 가톨릭 교회로 돌아간 사건을 분열의 한 이유로 든다. 당시 교황 인노첸시오 3세는 " Professio fidei Waldensibus praescripta"를 신앙고백으로 Durandus von Huesca와 발도파들이 교회로 돌아갈 것을 제시했고, 그렇게 해야만 했었다. 이 신앙고백은 무엇보다도 발도파가 받아들일 수 없고, 오히려 카타르파의 성격인 이원론적 오류들의 지적을 포기하는 내용까지도 포함되었다.
이런 가톨릭으로 돌아가고자 하는 발도파들은 보편교회 빈민(Pauperes Catholici)이란 이름을 얻었고 1245년 이후 아우구스티노 수도회로 흡수되었다.
발도파 공동체 내부에서 단순한 신자를 위에 세워진 발도파 설교자들은 독일어권에서 스승(Meister), 고객(Kunden), 혹은 성직자(Beichtiger)로 불렸다. 프랑스어권에서 그들은 그들의 수염 때문에 종종 레이스(Barben)라고 불렸다.
설교자 직분은 먼저 오랜 교육을 받은 후에 얻게 된다. 설교자의 가장 중요한 과제는 설교에서, 선교에서 그리고 헌금수입과 수입의 배분을 통과하는 것이었다. 마찬가지로 설교는 통상적으로 두명의 설교자가 순회하면서, 자신만의 개별적인 가정공동체와 학교로 일컬어진 좀 더 큰 모임들에서 이루어졌다.
중세적인 발도파가 더 이전에 불완전하게 세워졌음에도 불구하고, 지역을 옮길 때마다 항상 반복적으로 "지역 노회들(regional übergeordnete Leitungsgremien)"을 세웠다. 노회장(Leiter)과 주교직들이 13세기에는 이탈리아 고지대와 오스트리아에, 14세기에는 남부프랑스에 존재했었다.
덧붙여 프로방스(Provece)에서는 순환적(역자 주: 돌아가면서 상회를 맡았다는 의미)이었고, 롬바르디안 역시 국제적 조정 역할을 하는 더 큰 모임(상회)을 소집하였다.
독일어권에서는 발도파들이 Giovanni de Roncos의 이름의 지도 안에서 종종 "Rünkler"라고 불렀다. 독특하고 조밀한 조직망들이 13세기에 오스트리아 도나우강 유역에 형성되었다.
발도파(발데즈의 가르침)의 개념은 독특한 하나의 낯선 명칭으로 표현되었고, 그것은 발데즈의 후예들에게서 16세기의 첫시작(역자 주: 종교개혁을 의미)으로 넘겨졌다.

### 중세시대 발도파의 사형과 박해
리용의 대주교에 의한 발데즈의 평신도 설교행위를 이유로 한 출교사건 이후, "리용의 빈민들"은 교황 루시우스 3세에 의해 주도된 Verona 공회에서 그들을 이단자로 규정하고, 출교를 유지하며, 처벌받아 마땅하도록 위협하는 "Ad Abolendam"칙령이 처음으로 발효되었다. 1215년 발도파들은 이노센트3세에 의한 제4차 범법자들에 관한 공의회(Laterankonzil)에 따라 체포되었고, 이노센트 4세 치세에는 "Bulle Ad Extripanda"로 새롭게 명명된 칙령으로 재판을 받았게 되었다: „Cataros, … Valdenses, … et omnes Hereticos … perpetue damnamus infamia“ („언제든지 우리는 카타르파, 발도파 그리고 모든 이단자들을 무법자들로 규정한다("Infamie")“).
1230/1240년대부터 종교재판을 통해 박해가 시작되었다. 이 당시의 박해는 대부분 지역적이고 단발적으로 이뤄졌다. 그러나 또한 지방 권세자들에 의해 종교재판의 후속조치가 발도파들에게 자행되었다. 새로운 시대가 도래할 때까지 이러한 발도파를 뿌리뽑아버리려는 현상은 이탈리아, 프랑스, 독일, 오스트리아 그리고 보헤미아에서 수차례에 걸쳐 반복되고 또 반복되었다.

### 이후의 양상들
계속되는 박해 속에서 발도파의 선교사역은 난관에 부딪혔다. 발도파들은 13세기 전반까지는 프랑스 남부, 이탈리아 북부 그리고 오스트리아에서 가져왔던 가정성경학교와 가정신앙모임들을 이런 계속되는 박해의 압력 앞에서 포기해야만 했다.
발도파 설교자들은 비밀히 활동해야만 했고, 선교는 더 이상 불가능했다. 그 대신에 이미 있던 신앙공동체에 집중하였다.
독일어권에서는 14세기에는 발도파에게 신앙고백의 의미가 강화되었다. 15세기 초 얀 후스(Jan Hus)의 가르침이 독일어권의 발도파들에게 커다란 매력으로 다가왔다. 그때문에 그들 중 많은 수가 후스파 공동체인 "보헤미아 형제단(Friedrich Reiser를 찾아보라)"과 합해졌다. 그 이후에는 17세기에 발도파가 다시 등장할 때까지, 독일어권에서의 발도파에 관한 실마리는 거의 존재하지 않는다.
유럽에서 발도파 공동체들은 16세기 종교개혁과 접촉할 때까지, 그 누구도 접근하기 어려운 프랑스와 이탈리아에 걸쳐있는 알프스 산골짜기에 자리잡았다.
1532년 발도파는 알프스 발도파의 계곡(Waldensertäler der cottisch Alpen)에서 독자적인 "개혁교회"를 세웠다. 1560년 그들이 이단으로 여겨지던 때, 그들은 자신들의 신앙고백(교리:bekenntnis)으로, 칼빈의 방식을 따라 작성한 " Confessio gallicana를 사보이(Savoy)의 공작에게 제출하였다. 독일의 발도파가 독일 국가교회의 루터교적 경향에 더 깊이 연관되어 있었음에도 불구하고, 이 신앙고백서는 1655년에 있었던 "다름슈타트 양식(Darmstäter Fassung)"에서 발도파의 공식적인 신앙고백서로 인정되었다.
마침내 1848년 2월 17일 피몽-사르디니아(Piemont-Sardinien)의 왕 Karl Albert 1세의 칙서에 의해 이탈이아의 발도파들은 믿음의 자유를 얻게 되었다. 이 칙서에 의하면, 발도파는 시민으로서의 동등권과 더불어 자유로운 직장 선택권과 토지 취득권을 보장받게 되었다.

## 지역적인 발전들

### 독일에서의 발도파
1698년 많은 수의 발도파들과 위그노들이 피몽(Piemont)으로부터 독일로 옮겨왔고, 헤쎈의 Darmstadt, Homburg, 나싸우의 Dillenburg, 바덴의 Durlach 그리고 뷔템베르크의 Herzogtum에 정착했다.
그들은 Rohrbach, Wembach, Hahn(현재는 Ober-Ramstadt에 편입), Walldorf(현재는 Mörfelden-Walldorf에 편입), Dornholzhausen(현재는 Bad Homburg 언덕 위), Charlottenberg(현재는 Diez와 관련된 작은 마을), Neureut(현재는 Karlsruhe에 편입) 그리고 뷔템베르크의 Herzogtum 부근에 넓게 퍼져 다른 이들과 함께 발도파 공동체를 형성했다.
뷔템베르크의 영주 Eberhard Ludwig 공작은 이주해온 발도파들을 그의 영지인 Herzogtum에 정착할 수 있도록 허락하였다. 이 이주민들은 Herzogtum 북서쪽 Ötisheim 부근인 Schönenberg에 있던 빈민거류지역에서 Henri Arnaud목사의 돌봄을 받았고, 현재까지 Henri Arnaud목사의 당시 살던 집은 "발도파박물관"으로 보존되어 있다.
발도파들은 그곳에서는 아직 알려지지 않았던 새로운 종자인 감자를 파종했다. 그렇기 때문에 남부독일에서 발도파의 주거지는 감자의 확산과 연관되어 있다. 이에 관하여는 "발도파박물관"에 소개되어 있다.
개혁교회 발도파들의 신앙의 자유에 대한 권리는 곧바로 보장되었다. 예배는 19세기 초반까지 불어 방언으로 드려졌다. 뷔템베르그의 거주민으로서 자유가 보장되었음에도 불구하고 그들은 19세기에 안타깝게도 루터교 국가교회에 귀속되었다.
오늘날 Pforzheim과 Stuttgart 사이에 있는 Pinache, Perouse, Corres, Sengach, Serres 등과 같은 과거 발도파 거류지의 지역이름들이 여전히 남아있다. 또한 Karlsruhe의 넓은 지역에서 발견되며, 오늘날 Oberderdingen에 속한 크고 작은 마을들과 오늘날 Knittlingen의 몇몇 동네들에도 남아있다.
Karlsruhe의 Palmbach(동네 이름)에도 발도파의 거주지가 형성되어 있고, 하일브론-프랑켄 지방의 유일한 발도파 지역인 Nordhausen(현재 작은 마을 Nordheim 부근)에도 있다.
Giebeln 길쪽에 특이한 발도파지역만의 거주구조물이 놓여져 있어서 오늘날에도 이 곳이 여전히 발도파의 거주지임을 알려주고 있다.
또한 많은 주민들이 프랑스식 성 Gille, Roux, Granget, Conle, Common, Jourdan, Piston, Richardon, Servay, Conte, Baral, Gay, Orcellet 혹은 Salen 같은 이름을 가지고 있어서 사보이(Savoy)로부터 왔음을 기억하고 있다.
Stuttgart에는 이탈이아어로 예배드리는 90여명의 발도파 교회공동체가 국가교회에 속하지 않은채로 존재한다.

### 오스트리아에서의 발도파
13세기와 14세기 오스트리아에도 발도파 공동체들이 있었다. 그들은 13세기 전반기동안 분명히 여기에 있었다. 그들의 주된 분포지는 Salzkammergut이 있는 도나우강유역의 남쪽에서부터 비엔나 숲까지였다. 대략 1260년경 이 지역에서 열린 종교재판이 처음으로 40명이 넘는 발도파 공동체 목사들을 찾아 내었고, 그와 더불어 수많은 비공개적인 공동체들이 분포되어 있었다.
종교재판이 열리기 전까지 발도파 신자들은 가톨릭 신자들로부터 이웃으로서의 관용으로 함께 어울려 지냈다. 1260년경부터 열린 종교재판은 발도파들을 지하로 숨어들게 하였고, 엄청난 수의 사형집행을 가져왔다.
1311년에서 1315년까지 또다시 발도파는 Steyr, St. Pölten, Wien(비엔나)와 Krems에서, 1370년 경 Steyr에서 발도파를 오스트리아 이단 역사 속의 아성으로 보았던 것처럼 여겨졌다.
"박해의 물결(Verfolgungswelle)"의 결과, 일단의 발도파 중직자(역자 주: 배교한 목회자나 신학자들)들이 가톨릭 주의로 되돌아갔고, 팸플릿을 통해 이전의 동료들을 공격했다.
1391년부터 1402년까지 종교재판관 Petrus Zwicker에 의해, Steyr, Enns, Hartberg (Steiermark), Ödenburg 그리고 Wien에서 새로운 박해가 이뤄졌다. 1397년에는 Steyr에서 80명에서 100명 정도의 발도파들이 화형당했고, 1997년에 이르러서야 비로소 그 곳에서 기념되었다.
15세기에는 오스트리아 발도파의 흔적이 사라져 버린다. 그 원인은 아직 분명히 밝혀지지 않았다. 추측하기로는 오스트리아 발도파들 역시 후스파에 흡수되었거나, Petrus Zwicker에 의한 이단재판의 결과로 여겨진다.

## 발도파의 현재

### 세계로 흩어진 디아스포라
1880년과 1914년 사이, 이탈리아에서 해외이주의 물결의 결과 오늘날 약 13,300명의 발도파들이 아르헨티나와 우루과이에 살고 있다. 이탈리아 밖 전세계에 약50,000명의 교인들이 발도파교회의 약 50,000명의 교인들이 살고 있으며, 그 중에 400여명은 스위스에서 "Chiesa Evangelica di lingua italiana" 6개 공동체를 이루었다.
일단의 발도파들은 독일에서처럼, 프랑스와 미국의 뉴욕과 노스캐롤라이나에서도 복음교회들과 연계하고 있다.

### 독일의 발도파들
1830년 이후 독일에는 더 이상 독자적인 발도파 교회공동체는 없다. 이들은 각각 개신교국가교회에 흡수되었다. 이전의 독일 발도파 공동체는 Neuhengstett, Karlsruhe-Neureut, Charlottenberg, Schwabendorf, Todenhausen, Mörfelden-Walldorf, Dornholzhausen, Ötisheim-Schönenberg에 독일 발도파 협회가 위치하고 있었으며, 1991년부터 Ober-Ramstadt -Rohrbach 그리고 -Wembach-Hahn, Waldensberg, Palmbach, Großvillars, Kleinvillars, Nordheim-Nordhausen, Perouse, Pinache, Sengach, Serres, Wurmberg mit ehemaligem Waldenser-Ortsteil Lucerne, Gewissenruh 그리고 Gottstreu에 발도파박물관이 세워져 있다.

### 1848년 이후 이탈리아의 발도파
1848년에 이뤄진 종교적 권리와 시민으로서의 자유를 인정받은 후, 거의 700년간 계속되어 온 박해와 탄압은 끝이 났다. 발효된 칙령은 발도파에게 직업선택의 자유권과 토지소유권을 보장해 주었다. 심지어 오늘날 이탈리아의 발도파공동체들은 매년 2월 17일 칙령발효를 기념하고 있다.
1848년부터 발도파들은 이탈리아 전역에 Turin지역(Provinz)의 Prali에 있는 "Agape(독일가톨릭의 Caritas)"같은 노인복지관, 아동복지관, 학교 그리고 만남의 장소 등의 다양한 사회복지기관들을 설립했다. 이렇게 형성된 현대의 발도파 디아스포라 공동체들은 이탈리아 전역으로 퍼져나가고 있다.
발도파가 가장 많이 모여있고 가장 큰 공동체가 세워진 지정학적인 중심지는 Turin지역의 서쪽지역에 해당하는 "발도파의 산골짜기"라 불려왔던 " Cottischen Alpen"에서 찾을 수 있다.
신학분야에서 신학의 중심지는 로마와 타볼라로 옮겨졌는데, 그곳에서 민주적인 방법으로 교회행정기구, 대표, 자치회를 선출한다.
1855년 Torre Pellice에서는 „Facoltà Valdese di Teologia“ (발도파를 연구하는 신학분과)가 생겨났다. 1922년에 이들은 로마(Piazza Cavour부근의 Via Pietro Cossa 42번지)로 옮겨졌다.
파시즘(1922-1945)때문에 발도파 공동체는 국가의 보호관찰 하에 놓여졌다. 개신교는 가톨릭교회에게 주어진 통제시스템 구축과 관련되어 공개적인 기구를 세울 수 없었고, 불어로 집례되던 예배와 간행물, 출판물도 금지되었다.
많은 피몽(Piemont)의 발도파들은 2차세계대전 당시 무솔리니(Mussolini)의 독재와 이탈리아 북부에 자리 잡았던 독일 나찌의 군대에 저항하던 "Partito d'Azione"의 빨치산 세력과 연관되어 있었다. 당시 파시스트 관청에는 " I valdesi sono tutti ribelli(발도파는 모두 반역자다)"고 쓰여있었다고 한다.
1948년의 이탈리아 헌법에 따라 모든 종교(기독교 종파)는 법 앞에 동등하며 자유로운 종교활동을 보장받고 있다. 그것은 1929년에 국가와 바티칸 사이에 맺어진 상호협약이 그렇게 증명하며, 로만가톨릭교회는 1984년까지만 국가교회로 남게 되었다.
협정의 수정과 체제(파시즘독재)에 따른 국가교회의 폐지 이후 처음으로 이탈리아 국가(정부)와 발도파의 "Tavola(1948년 헌법에 일치되는 허가와 국가적 이행요구)"가 계약("Intesa")을 맺었다.
2005년도에는 이탈리아 북부 Turin 부근의 Pinerolo란 마을에 가톨릭 종교재판을 통한 발도파의 박해를 기억하는 기념비가 세워졌다. 이 기념비는 이탈리아에서는 완전히 최초의 범교회적(에큐메니칼) 기념물이며, Pinerolo의 로마 가톨릭 주교에게 주어진 요구였다. 이 기념비는 오스트리아의 조각가 Gerald Brandstötter가 청동에 둥그런 플라스틱을 첨가하여 불꽃의 모양과 종교재판에 의해 화형당한 발도파들을 형상화하였다.
소망과 화해는 하늘을 향해 눈을 뜨고 손을 들어 올리는 첫경험(Mädchengestalt)의 상징이 되었다.
이탈리아의 발도파에서는 여성목회자를 허락하고 있다.

## 연혁
- 1177년 피터 발도가 리옹에서 순회설교자와 되어 신앙공동체를 세우다.
- 1179년 발도파가 교황 알렉산데르 3세에게 자신들의 설교권 인정을 청원하다.
- 1182-1183 발도파가 리옹에서 추방당하다. 공동체의 확산이 시작되다.
- 1184년 교황 루치오 3세가 베로나 공의회에서 발도파를 이단으로 지정하다.
- 1218년 피터 발도의 사망. 발도파는 같은 해 베르가모에서 성도의 "회"와 "조직"을 만듦.
- 1231년 발도파가 처음으로 독일 트리어에 들어왔다는 기사.
- 1335-1353 보헤미아 남부에서 종교재판관 Gallus von Neuhaus에 의한 발도파박해
- 1391-1398 독일과 오스트리아에서 종교재판관 페트러스 쯔비커에 의한 극심한 박해
- 1532년 알프스산 코티, 루베론, 칼라브리아의 발도파들이 개혁교회와 접촉하다.
- 1545년 루베론에서 발도파 박해받다.
- 1561년 칼라브리아의 발도파 공동체가 진멸당하다.
- 1655년 피에몬테의 수많은 발도파들이 대량학살에 희생되다.
- 1685년 프랑스 왕 루이 14세가 크리소네탈에서 개혁교회를 금했다. 그곳에 거주하던 발도파들은 스위스와 독일로 도망가야만 했다.
- 1687년 피에몬테의 발도파들은 사보이 공작에 의해 내쫓겼다.
- 1689년 영광스런 귀환 - 피에몬테의 발도파들은 그들의 스위스를 떠나 되돌아왔다.
- 1698년 프랑스 발도파들은 또다시 피에몬테에서 추방당해 독일로 옮겼다.
- 1699-1701 헤센 남부, 뷔템베르크 그리고 바덴에 발도파 거주지가 생겨났다.
- 1805-1830 독일 발도파 공동체의 종말 - 개신교회에 흡수되었다.
- 1848년 2월 18일 사르데냐 - 피에몬테 왕권으로 발도파에게 온전한 시민권 인정하다.
- 1861년에 이탈리아 정부는 발도파를 법적으로 관용("culto tolerato")
- 1929년 2월 11일에 가톨릭교회의 요청에 의해 무솔리니와 교황과 사이의 라터란협정서에 따라 로마 가톨릭교회가 이탈리아 국교가 되다. 발도파교회는 이탈리아에서 법적으로 보호받지 못했다("culto ammesso").
- 1948년 이탈리아에서 박해받던 모든 종교(기독교종파)들은 법적으로 동등해졌고, 자유로운 종교활동이 보장되었다.
- 1929년에 발효되었던 국교로서의 가톨릭 교회를 인정하는 협정은 유지되었다.
- 1975/1979 이탈리아 발도파 협회(총회)는 이탈리아 감리교회와 통합되었다. "Chiesa Evangelica Valdese"
- 1984년 협정서의 파기 하고나서, 1948년 맺어진 약속을 확대해 국가적입장에서 발도파교회를 위해 개교회들과 각각 다시 맺을 것을 요구했다.

## 같이 보기
- 페트루스 발데즈
- 원시 개신교

## 참고 자료
- Gabriel Audisio: Die Waldenser. Die Geschichte einer religiösen Bewegung. München 1996.
- Peter Biller: The Waldenses, 1170–1530. Between a religious order and a church. Variorum Collected Studies Series 676, Aldershot 2001.
- Euan K. Cameron: Art. Waldenser. In: Theologische Realenzyklopädie 35 (2003), S. 388–402.
- Albert de Lange: Reformierte Konfessionsmigration: Die Waldenser in Südwestdeutschland (1699–1823), in: Europäische Geschichte Online, hrsg. vom Institut für Europäische Geschichte (Mainz), 2011, Zugriff am: 11. November 2011.
- Albert de Lange, Gerhard Schwinge (Hrsg.): Beiträge zur Waldensergeschichtsschreibung. Insbesondere zu deutschsprachigen Waldenserhistorikern des 18. bis 20. Jahrhunderts, *Waldenserstudien 1, Verlag Regionalkultur, Ubstadt-Weiher 2003, ISBN 978-3-89735-235-3.
- Albert de Lange, Gerhard Schwinge (Hrsg.): Pieter Valkenier und das Schicksal der Waldenser um 1700. Waldenserstudien 2, Verlag Regionalkultur, Ubstadt-Weiher 2004, ISBN 978-3-89735-273-5.
- Albert de Lange, Kathrin Utz Tremp (Hrsg.): Friedrich Reiser und die „waldensisch-hussitische Internationale“ im 15. Jahrhundert. Akten des Kolloquiums Ötisheim-Schönenberg, 2. bis 4. Oktober 2003, Waldenserstudien 3, Verlag Regionalkultur, Ubstadt-Weiher 2006, ISBN 978-3-89735-433-3.
- Martin Erbstößer: Sozialreligiöse Strömungen im späten Mittelalter. Geißler, Freigeister und Waldenser im 14. Jahrhundert. Berlin 1970.
- Martin Erbstößer: Strukturen der Waldenser in Deutschland im 14. Jahrhundert. In: Sabine Tanz (Hg.): Mentalität und Gesellschaft im Mittelalter. Beiträge zur Mentalitätsgeschichte 2, Frankfurt am Main 1993, S. 95–106.
- Klaus Fitschen: Protestantische Minderheitenkirchen in Europa im 19. und 20. Jahrhundert. Evangelische Verlagsanstalt, Leipzig 2008, ISBN 978-3-374-02499-5.
- Bernard Gonnet: Les Vaudois au Moyen Âge. 1976.
- Giovanni Gonnet: Le cheminement des vaudois vers le schisme et l'hérésie. Cahiers de civilisation médiévale 19, 1976.
- Herman Haupt: Waldenserthum und Inquisition im südöstlichen Deutschland bis zur Mitte des 14. Jahrhunderts. In: Deutsche Zeitschrift für Geschichtswissenschaft 1, 1889, S. 285–330.
- Herman Haupt: Waldenserthum und Inquisition im südöstlichen Deutschland seit der Mitte des 14. Jahrhunderts. In: Deutsche Zeitschrift für Geschichtswissenschaft 3, 1890, S. 337–401.
- Theo Kiefner: Henri Arnaud – Pfarrer und Oberst bei den Waldensern. Stuttgart 1989.
- Theo Kiefner: Die Privilegien der nach Deutschland gekommenen Waldenser. Stuttgart 1991.
- Theo Kiefner: Die Waldenser auf ihrem Weg aus dem Val Cluson durch die Schweiz nach Deutschland 1532–1820/30, 5 Bände.
- Band 1: Reformation und Gegenreformation im Val Cluson 1532–1730. Göttingen 1985.
- Band 2: Vorübergehend nach Deutschland 1685–1698. Göttingen 1985.
- Band 3: Endgültig nach Deutschland 1698–1820/30. Göttingen 1995.
- Band 4: Die Pfarrer der Waldenserkolonien in Deutschland. Die Pfarrer und ihre Gemeinden. Göttingen 1997.
- Julius Köbner: Die Waldenser. Ein dramatisches Gemälde mit lyrischen Randzeichnungen. Tilsit 1924 (?).
- Dietrich Kurze: Zur Ketzergeschichte der Mark Brandenburg und Pommerns vornehmlich im 14. Jahrhundert. Luziferianer, Putzkeller und Waldenser. In: Jahrbuch für die Geschichte Mittel- und Ostdeutschlands 16/17 (1968), S. 50–94.
- Peter Georg Lantelme: Die Geschichte der Waldensergemeinden Rohrbach Wembach und Hahn. Jacob Helene, Pfungstadt 1950.
- Albert de Lange: Die Waldenser. Geschichte einer europäischen Glaubensbewegung in Bildern. Karlsruhe 2000, ISBN 3-89116-048-8.
- Sandra Marcella Lucia Liebscher: Gegenwärtige kulturelle Probleme und Varianten der Valdesi. Ethnographie der italienischen Waldenser 1991–1993. In: Abhandlungen zur Geschichte der Geowissenschaften und Religion. Umwelt-Forschung, Beiheft 8, Bochum 1994, ISBN 3-8196-0301-8.
- Barbro Lovisa: Italienische Waldenser und das protestantische Deutschland 1655 bis 1989. Göttingen 1993.
- Amadeo Molnár: Die Waldenser. Geschichte und europäisches Ausmaß einer Ketzerbewegung. Vandenhoeck & Ruprecht, Göttingen 1980.
- Karl Müller: Die Waldenser und ihre einzelnen Gruppen bis zum Anfang des 14. Jahrhunderts. Gotha 1886.
- Maurice Pezet: L’épopée des Vaudois. Seghers éditeur.
- Waltraud Plieninger: Waldenser – Glaubensflüchtlinge nach dem Dreißigjährigen Krieg in Württemberg. In: Migration 45 (2002) (online).
- Martin Schneider: Europäisches Waldensertum im 13. und 14. Jahrhundert. Gemeinschaftsform – Frömmigkeit – sozialer Hintergrund. Berlin 1981.
- Kurt-Victor Selge: Die ersten Waldenser. Mit Edition des Liber Antiheresis des Durandus von Osca. 2 Bände, Arbeiten zur Kirchengeschichte 37, Berlin 1967.
- Paul R. Tarmann: Der Armutsbegriff der Waldenser. Eine sozialphilosophische Annäherung. Frankfurt am Main 2010, ISBN 978-3-631-60203-4.
- Giorgio Tourn: Geschichte der Waldenser. Kitab-Verlag, Klagenfurt 2006.
- Giorgio Tourn: Geschichte der Waldenser-Kirche. Erlangen 1980.
- Giorgio Tourn: Les Vaudois, l'étonante aventure d'un peuple-église. éditeur Claudiana, 1999.
- Kathrin Utz Tremp (Hg.): Quellen zur Geschichte der Waldenser von Freiburg im Üchtland (1399–1439). Monumenta Germaniae Historica, Quellen zur Geistesgeschichte des Mittelalters 18. Hannover 2000, ISBN 3-7752-1018-0.
- Vaudois languedociens et pauvres catholiques. Cahiers de Fanjeaux n° 2, Privat éditeur, 1967.
- Tullio Vinay: Liebe, die Berge versetzt. Quell-Verlag, Stuttgart 1997, ISBN 3-7918-3452-5.
- Martin Windischhofer: Die Waldenser in Österreich. Aufbruch, Verfolgung und Wandel der frühen Bewegung bis 1315. Universitätsschrift, Wien 2006.
- Siegfried Wittwer: Licht in der Finsternis - Ein Waldenser-Roman. SCM Hänssler, Holzgerlingen 2009, ISBN 978-3-7751-5128-3.